# Antonello Bacciocchi
Antonello Bacciocchi (nacido en 1957) fue uno de los dos Capitanes Regentes (jefes de Estado y Gobierno) de la República de San Marino. Es miembro del Partido Socialista Sanmarinense.
Bacciocchi ocupó el puesto de Capitán Regente desde el 1 de abril de 1999 hasta el 30 de septiembre de ese mismo año junto con Rosa Zafferani, y desde el 1 de octubre de 2005 hasta el 31 de marzo de 2006 junto con Claudio Muccioli.
- Datos: Q596870